# Chodítko

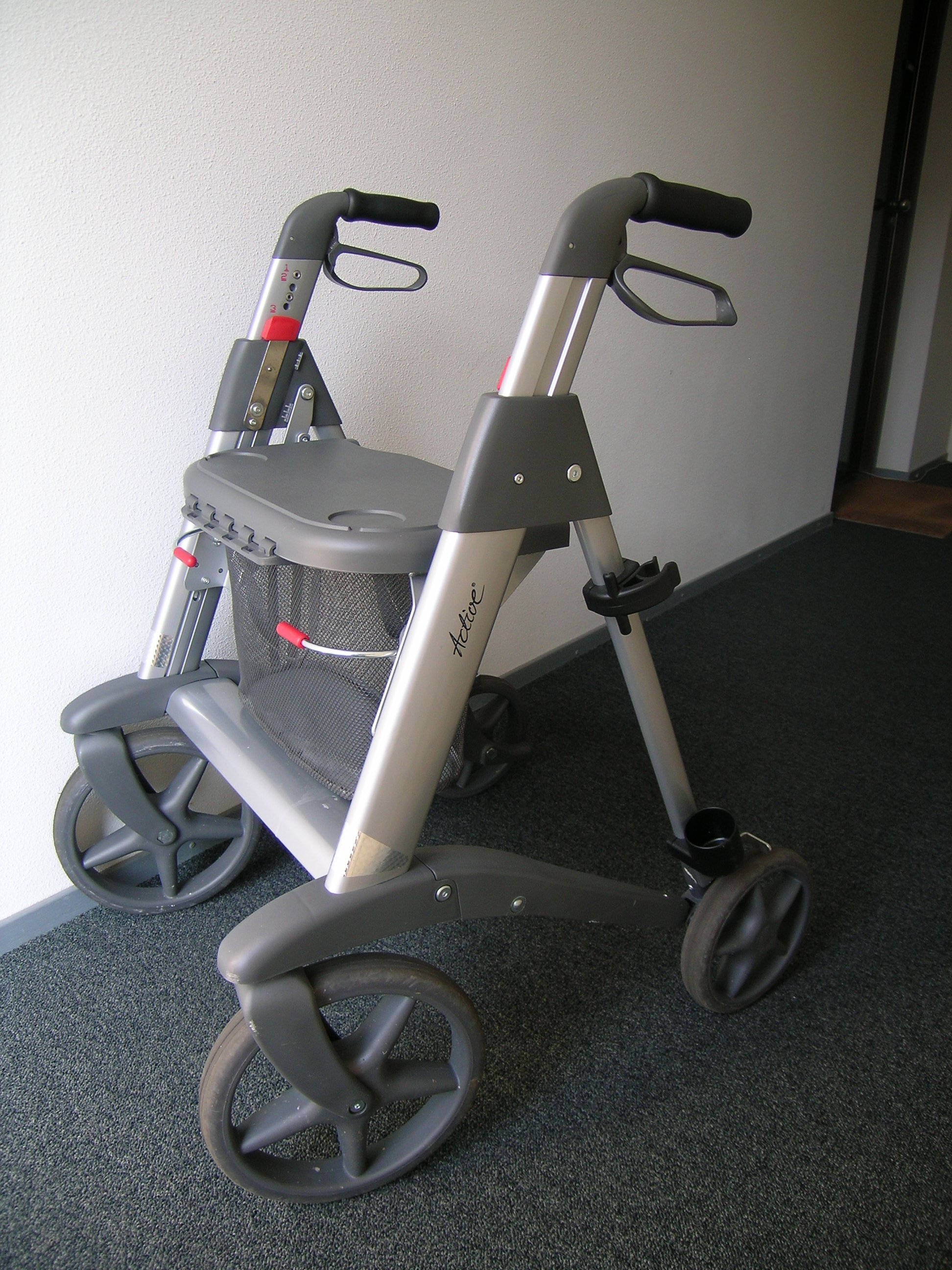
Chodítko

Chodítko je zdravotní pomůcka pro lidi s tělesným postižením či pro seniory, kteří mají potíže s chůzí (zejména kvůli snížení hybnosti dolních končetin nebo snížené stabilitou). K dostání jsou také chodítka pro děti učící se chodit, lékaři ale jejich používání nedoporučují; v některých zemích jsou dokonce zakázána. Existují i „chodítka“ pro zvířata (např. pro psy).